# Nhà thi đấu Bình Nhưỡng
Nhà thi đấu Bình Nhưỡng hay còn được gọi là Sân vận động trong nhà Bình Nhưỡng, là một nhà thi đấu thể thao trong nhà nằm ở Bình Nhưỡng, Triều Tiên. Sức chứa của đấu trường đủ cho 20.100 người và nó được mở cửa vào năm 1973.
Nhà thi đấu Bình Nhưỡng được sử dụng để tổ chức các sự kiện thể thao trong nhà, chẳng hạn như bóng rổ và bóng chuyền, cũng như các buổi hòa nhạc. Các sự kiện đáng chú ý được tổ chức tại địa điểm này bao gồm trận đấu bóng rổ giữa đội tuyển bóng rổ nam quốc gia Triều Tiên và các cựu cầu thủ của hiệp hội bóng rổ quốc gia Mỹ vào năm 2014 và các trận đấu quần chúng năm 2003 xuất hiện trong bộ phim tài liệu năm 2004 A State of Mind.
Thư viện ảnh